# Реци да сам лажов (ТВ филм)
„Реци да сам лажов” је југословенски ТВ филм из 1965. године. Режирао га је Славољуб Стефановић Раваси а сценарио је написао Џон Мортимер.

## Улоге
| Глумац          | Улога |
| --------------- | ----- |
| Предраг Лаковић |       |
| Неда Спасојевић |       |